# Инициативный аудит
Инициативный аудит — это аудит, проводимый по собственной инициативе руководства аудируемой организации. Проводится по той же методике, что и обязательный аудит. Имеет целью выражение мнения независимого проверяющего (аудитора) о достоверности финансовой отчётности. Основное отличие обязательного аудита от инициативного состоит в том, что первый проводится в обязательном порядке в соответствии с Федеральным законом № 307-ФЗ, второй — по желанию заказчика услуг аудитора.
Закон об аудите не содержит такого понятия как «инициативный аудит». Таким образом, обязательный аудит и инициативный аудит ничем друг от друга не отличаются – оба должны соответствовать федеральным стандартам. Если инициативная проверка необходима исключительно для внутреннего пользования (по заказу менеджмента или собственников), и нет необходимости получения аудиторского заключения, то такую проверку лучше провести в ином формате, например, как проверку соблюдения налогового законодательства и правил бухгалтерского учета.